# قطعنامه ۴۳۸ شورای امنیت
قطعنامه ۴۳۸ شورای امنیت سازمان ملل متحد که در تاریخ ۱۰ اکتبر ۱۹۷۸ تصویب شد، سندی بین‌المللی دربارهٔ رودزیای جنوبی است. این قطعنامه طی نشست ۲٬۰۹۰ام با ۱۱ موافق، ۰ مخالف و ۴ ممتنع تصویب شد.